# Baindt
Baindt är en kommun (tyska Gemeinde) i Landkreis Ravensburg i förbundslandet Baden-Württemberg i Tyskland.
Kommunen ingår i kommunalförbundet Mittleres Schussental tillsammans med städerna Ravensburg och Weingarten och kommunerna Baienfurt och Berg.